# Новинки (Фурмановский район)
Новинки — деревня в Фурмановском районе Ивановской области, входит в состав Хромцовского сельского поселения.

## География
Расположена в 4 км на север от центра поселения села Хромцово и в 9 км на запад от районного центра города Фурманов.

## История
В XVII веке по административно-территориальному делению село входило в Костромской уезд в волость Емстну. В 1628 году упоминается церковь «Введение Пречистые Богородицы в селе Новинках в вотчине Андрея Колычева». В 1627-1631 годах «за вдовою Анною Ондреевскою женою Колычова с детьми с  сыном Васильем да с дочерью девкою Марьею в поместье по ввозной грамоте 1627 года за приписью дьяка Бажена Степанова, что было в поместье за Васильем Офонасьевым Овцыным, а после того было в поместье за мужем ее за Ондреем Колычовым, село что была пустошь Микулино Новинки тож, а в селе церковь Введенье Пречистые Богородицы древена клетцки...». В апреле 1714 года «запечатан указ по челобитью стряпчего Алексея Прокофьева сына Строева, велено ему в вотчине его в селе Новинках новопостроенную церковь во имя Введения Пр. Богородицы освятить села Клевцова попу Андрею Анофриеву и антиминс выдать».
Каменная Введенская церковь в селе с колокольней была построена в 1817 году помещиком Петром Алексеевичем Степановым. Престолов было два: в холодной — в честь Введения во храм Пресвятой Богородицы, в теплой — в честь Сошествия Святого Духа на апостолов.
В конце XIX — начале XX века село входило в состав Малуевской волости Нерехтского уезда Костромской губернии, с 1918 года — в составе Середского уезда Иваново-Вознесенской губернии.
С 1929 года деревня являлась центром Новинковского сельсовета Середского района Ивановской области, с 1931 года — в составе Каликинского сельсовета, с 1976 года — в составе Хромцовского сельсовета, с 2005 года — в составе Хромцовского сельского поселения.

## Население
| 1872 | 1897 | 1907 | 2010 |
| ---- | ---- | ---- | ---- |
| 172  | ↘145 | ↗269 | ↘6   |